# Sgt. Bilko
Sgt. Bilko (br: O Sargento Trapalhão; pt: A Caserna dos Calões) é um filme estadunidense de 1996, do gênero comédia, dirigido por Jonathan Lynn e estrelado por Steve Martin. O filme é baseado na série de televisão de sucesso da década de 50 The Phil Silvers Show, estrelada por Phil Silvers.

## Sinopse
O Sargento Bilko não perde uma oportunidade de fazer grandes negócios na caserna. Ele consegue manter a pose para seu superior, mas tudo muda com a chegada do Major Hall, antigo inimigo que quer expulsá-lo do exército.
Baseado na série televisiva de sucesso dos anos 50.